# Saint-Bonnet-de-Valclérieux
Saint-Bonnet-de-Valclérieux is een plaats en voormalige gemeente in het Franse departement Drôme in de regio Auvergne-Rhône-Alpes en telt 202 inwoners (1999).De plaats maakt deel uit van het arrondissement Valence.

## Geschiedenis
Saint-Bonnet-de-Valclérieux is op 1 januari 2019 gefuseerd met de gemeenten Miribel en Montrigaud tot de gemeente Valherbasse. 

## Geografie
De oppervlakte van Saint-Bonnet-de-Valclérieux bedraagt 8,29 vierkante kilometer; Op 1 januari 2018 was de bevolkingsdichtheid 27,5 inwoners per km².
De onderstaande kaart toont de ligging van Saint-Bonnet-de-Valclérieux met de belangrijkste infrastructuur en aangrenzende gemeenten.

## Demografie
Onderstaande figuur toont het verloop van het inwonertal.